# Анжикал-ду-Пиауи

Анжикал-ду-Пиауи на карте штата.

Анжикал-ду-Пиауи (порт. Angical do Piauí) — муниципалитет в Бразилии, входит в штат Пиауи. Составная часть мезорегиона Северо-центральная часть штата Пиауи. Входит в экономико-статистический микрорегион Медиу-Парнаиба-Пиауиенси. Население составляет 6672 человек на 2010 год. Занимает площадь 223,435 км². Плотность населения — 29,86 чел./км².

## Демография
Согласно сведениям, собранным в ходе переписи 2010 г. Национальным институтом географии и статистики (IBGE), население муниципалитета составляет:
| Полное население                               | Полное население                               | Полное население                               | Полное население                               | 6672  |
| ---------------------------------------------- | ---------------------------------------------- | ---------------------------------------------- | ---------------------------------------------- | ----- |
| в том числе:                                   | Городское население                            | 5214                                           | Процент городского населения, %                | 78,15 |
|                                                | Сельское население                             | 1458                                           | Процент сельского населения, %                 | 21,85 |
|                                                | Мужское население                              | 3235                                           | Процент мужского населения, %                  | 48,49 |
|                                                | Женское население                              | 3437                                           | Процент женского населения, %                  | 51,51 |
| Плотность населения, чел/км²                   | Плотность населения, чел/км²                   | Плотность населения, чел/км²                   | Плотность населения, чел/км²                   | 29,86 |
| Население муниципалитета в % к населению штата | Население муниципалитета в % к населению штата | Население муниципалитета в % к населению штата | Население муниципалитета в % к населению штата | 0,21  |

По данным оценки 2016 года, население муниципалитета составляет 6692 жителя.

## Статистика
- Валовой внутренний продукт на 2003 год составляет 10 405 581,00 реалов (данные: Бразильский институт географии и статистики).
- Валовой внутренний продукт на душу населения на 2003 год составляет 1475,55 реалов (данные: Бразильский институт географии и статистики).
- Индекс развития человеческого потенциала на 2000 год составляет 0,648 (данные: Программа развития ООН).